# Teilsames
Als Teilsames werden in Österreich geräucherte (geselchte) Stücke von der Schweineschulter und vom Schinken bezeichnet. Teilsames wird als Fleischkomponente zumeist bei deftigen Gerichten verwendet.